# Cryphia rosea
Cryphia rosea là một loài bướm đêm trong họ Noctuidae.